# Arise – Liebe ist stärker als die Zeit
Arise – Liebe ist stärker als die Zeit ist eine Revue im Friedrichstadt-Palast in Berlin und die Nachfolgeshow von VIVID.
Die Show handelt von Cameron, der seine Muse verloren hat und sich nun die Fotos von dieser anschaut. Die Fotos erwachen schließlich zum Leben und Cameron begibt sich auf die Suche nach seiner Muse.

## Produktion
ARISE hat mit einem Produktionsbudget von elf Millionen Euro dasselbe Budget, wie es schon die The One Grand Show hatte.  Die Vorgängershow von Arise, VIVID, hatte ein Produktionsbudget von zwölf Millionen Euro. Produzent war wie schon bei den Vorgänger-Shows Qi, Yma, Show me,The Wyld,The One Grand Show und VIVID der Intendant Berndt Schmidt. Die Kostüme stammen erneut von Stefano Canulli.
Die Show feierte am 22. September 2021 Weltpremiere und wird voraussichtlich bis zum Sommer 2023 laufen.